# 辛基夫 (特諾皮爾州)
48°37′2″N 25°57′26″E / 48.61722°N 25.95722°E
辛基夫（羅馬化：Synkiv）是位於烏克蘭西部特諾皮爾州喬爾特基夫區的村莊，始建於1427年，面積1.93平方公里，2001年人口1,221，人口密度每平方公里633.6人。